# Gornji Oštrc
 Gornji Oštrc  falu Horvátországban Zágráb megyében. Közigazgatásilag Zsumberkhez tartozik.

## Fekvése
Zágrábtól 45 km-re délnyugatra községközpontjától Kostanjevactól 5 km-re északnyugatra a Zsumberki-hegység délkeleti lejtőin fekszik.
Településrészei Bukovci, Gornji Mahovljići, Kokoti és Šoštari.

## Története
1733-ban Josip Antun Čolnić zágrábi kanonok későbbi boszniai püspök várkastélyt kezdett építeni ide, mely a falába befalazott kő szerint 1748-ban  készült el. 
1827-ben a kastélyban alakították ki az újonnan alapított oštrci Szent Mária Magdolna plébánia székhelyét, melynek plébánosa ma is itt lakik. Az 1830-as urbárium szerint 12 háza és 167 lakosa volt. 
1857-ben 195, 1910-ben 339 lakosa volt. Trianon előtt Zágráb vármegye Jaskai járásához tartozott. 2011-ben 55 lakosa volt. Lakói mezőgazdasággal, állattenyésztéssel, szőlőtermesztéssel foglalkoznak. 

## Lakosság
| Lakosság változása | Lakosság változása | Lakosság változása | Lakosság változása | Lakosság változása | Lakosság változása | Lakosság változása | Lakosság változása | Lakosság változása | Lakosság változása | Lakosság változása | Lakosság változása | Lakosság változása | Lakosság változása | Lakosság változása | Lakosság változása |
| ------------------ | ------------------ | ------------------ | ------------------ | ------------------ | ------------------ | ------------------ | ------------------ | ------------------ | ------------------ | ------------------ | ------------------ | ------------------ | ------------------ | ------------------ | ------------------ |
| 1857               | 1869               | 1880               | 1890               | 1900               | 1910               | 1921               | 1931               | 1948               | 1953               | 1961               | 1971               | 1981               | 1991               | 2001               | 2011               |
| 195                | 276                | 318                | 336                | 329                | 339                | 363                | 337                | 186                | 303                | 252                | 212                | 127                | 103                | 64                 | 55                 |

## Nevezetességei
A plébánia épülete 1733 és 1748 között kastélyként épült, 1827-ben lett az oštrci plébánia központja.

## Külső hivatkozások
- Žumberak község hivatalos oldala
- A Zsumberki közösség honlapja